# Bystraja (tributario del mare di Ochotsk)
La Bystraja (in russo Быстрая?; conosciuta come Bol'šaja nel suo basso corso) è un fiume dell'estremo oriente russo (Territorio della Kamčatka), tributario del mare di Ochotsk.

## Percorso
Nasce dal versante meridionale della Catena Centrale (catena dei monti Ganal'skij), l'ossatura montuosa della penisola della Kamčatka; scorre con direzione dapprima meridionale, successivamente sudoccidentale nella parte sud della grande penisola, incontrando pochissimi centri urbani. A valle della confluenza dell'affluente Plotnikova, a 58 chilometri dalla foce, assume il nome di Bol'šaja (grande). Si butta nel mare di Ochotsk presso l'insediamento di Ust'-Bol'šereck.
Lungo il corso del fiume si incontrano numerosi sorgenti calde e importanti fonti di acque minerali.